# William F. Matthews
William Frederick Matthews (7 de enero de 1898-8 de abril de 1977) fue un destacado encuadernador británico. Se formó en la Escuela Central de Artes y Oficios de Londres antes de ser aprendiz en la encuadernación de WT Morrell & Co. Ganó una medalla de oro en la exposición de París de 1925 y comenzó su propia práctica en 1926. Enseñó en la escuela central durante casi 50 años, tiempo durante el cual sus alumnos notables incluyeron a Edgar Mansfield, Roger Powell y Bernard Middleton. Publicó dos guías de encuadernación y en 1976 fue el primer encuadernador en recibir el Premio Insignia de la Ciudad y los Gremios de Londres (CGIA).

## Primeros años y familia
William Matthews nació el 7 de enero de 1898, hijo de un carpintero también llamado William Frederick y su esposa Alice Mary Matthews. En agosto de 1921, se casó con Ellen Rawlinson en la iglesia parroquial de Tooting, en Londres.

## Carrera
Matthews estudió en la Escuela Central de Artes y Oficios de Londres, donde fue formado por Peter McLeish, Noel Rooke y Graily Hewitt. Fue aprendiz en la encuadernación de W. T. Morrell & Co. y ganó una medalla de oro en la exposición de París de 1925. Comenzó su propia práctica en 1926.
Más tarde enseñó en la escuela central durante casi 50 años y entrenó a Anthony Cains, Bryan Maggs, H. J. Desmond Yardley, Edgar Mansfield, Roger Powell y Bernard Middleton. En 1929 publicó Bookbinding: A manual for those interested in the craft of bookbinding (Encuadernación: un manual para los interesados en el oficio de la encuadernación) y, al año siguiente, Simple Bookbinding for Junior Schools (Encuadernación sencilla para escuelas secundarias).
En 1976, fue el primer encuadernador en recibir el premio City and Guilds of London Insignia Award (CGIA).

## Estilo de encuadernación
Fue descrito por Catherine Porter en Miller's Collecting Modern Books como «uno de los más grandes artesanos del siglo XX», siendo particularmente hábil en las letras y las herramientas de oro. Su obra se destaca generalmente por su «dignidad sobria», pero con encuadernaciones producidas por placer que tienen un «encanto alegre». Prefería las encuadernaciones en el oasis de tafilete con guardas jaspeadas de Morris Marbles de Oxford. Los dobles y las hojas finales pueden ser de tafilete, seda o vitela. Hizo su propio borde dorado. En 1970, encuadernó una copia de Alms for Oblivion: An antiquary's scrapbook (1966) de Mortimer Wheeler en piel de cabra verde oliva con un diseño de sol en las tablas bordeadas por grupos de líneas doradas radiantes superpuestas. El libro fue obsequiado por el autor a la encuadernadora Daphne Beaumont-Wright.
Un volumen encuadernado de sus diseños para encuadernaciones de libros se encuentra en la Biblioteca Bridwell de la Escuela de Teología Perkins de la Universidad Metodista del Sur. Fue encuadernado por el propio Matthews en Marruecos en terracota e incluye diseños de 1928 a 1976, incluido el diseño de la encuadernación.

## Muerte y legado
Matthews murió en el hospital el 8 de abril de 1977. Su hogar al final de su vida fue Track End, Admiral's Way (Admiral's Walk en la entrada de sucesiones), en Pirbright, Surrey. Su funeral fue en la iglesia St Michael and All Angels en Pirbright, seguido de la cremación. Dejó una herencia de £ 27,328. En 1978, su obra fue objeto de una exposición conjunta con Edgar Mansfield en el Victoria & Albert Museum de Londres.

## Publicaciones seleccionadas
- Bookbinding: A manual for those interested in the craft of bookbinding . Gollancz, Londres, 1929.
- Simple Bookbinding for Junior Schools . Sir Isaac Pitman & Sons, Londres, 1930.

## Lectura adicional
- Harrop, D. (1970). «Craft Binders at Work 1: William Matthews». The Book Collector 19. p. 465-477.

- Datos: Q117216763
- Multimedia: William F. Matthews / Q117216763